# Cavadxanlı
Cavadxanlı är en ort i Azerbajdzjan.   Den ligger i distriktet İmişli Rayonu, i den centrala delen av landet, 160 km väster om huvudstaden Baku. Antalet invånare är 1 097.
Terrängen runt Cavadxanlı är mycket platt. Runt Cavadxanlı är det ganska tätbefolkat, med 58 invånare per kvadratkilometer.. Närmaste större samhälle är Imishli, 8,1 km väster om Cavadxanlı. 
Trakten runt Cavadxanlı består till största delen av jordbruksmark.